# جنبش ناسیونال سوسیالیست شیلی
جنبش ناسیونال سوسیالیست شیلی (به اسپانیایی: Movimiento Nacional Socialista de Chile) یک جنبش سیاسی با ایدئولوژی نازیسم در کشور شیلی بود که در ابتدا از ایده‌های آدولف هیتلر حمایت می‌کرد، اگرچه بعداً به سمت شکل محلی‌تری از فاشیسم حرکت کرد. اعضای این حزب معمولاً به نام نازی‌ها شناخته می‌شدند.

## توسعه
این جنبش در آوریل ۱۹۳۰ توسط ژنرال دیاز والدراما، کارلوس کلر (ایدئولوژی اصلی گروه) و خورخه گونزالس فون مارئز که یعداهه رهبر شد تشکیل شد. این حزب در ابتدا با تأکید بر یهودی‌ستیزی ، عقاید نازیسم را به شکل جدب دنبال می‌کرد. همجنین از جمعیت آلمانی‌هل در شیلی پشتیبانی مالی دریافت کرد و به سرعت عضویت ۲۰٬۰۰۰ نفر را ایجاد کرد.
بعداً حمایت از هیتلر متوقف شد و گونزالس فون مارئس در اواخر دهه ۱۹۳۰ ادعا کرد که استفاده از نام «ناسیونال سوسیالیست» از طرف وی خطایی بوده‌است. همچنین یهودستیزی نیز کاهش یافت، بجای آن شکل داخلی تری از فاشیسم ارائه شد. در واقع اصلی‌ترین الهام ایدئولوژیک مورد ادعای این گروه، دیگو پورتالس بود و انتخاب نام تا حدی از موفقیتی که نازی‌ها در اروپا از آن برخوردار بودند و تمایل به استفاده از شهرت بالای آنها الهام گرفته بود. تماس اولیه با حزب نازی آلمان سرانجام هنگامی پایان یافت که آن گروه از نازی‌ها به دلیل عدم تعهد آنها به یهودستیزی انتقاد کرد. اعضای فردی (به ویژه از جمله میگل سرانو) همچنان به دنبال ایده‌های آدولف هیتلر بودند.

## ادغام
این حزب در جریان انتخابات پارلمانی سال ۱۹۳۷ سه نماینده (۳٬۵٪ آرا) به دست آورد. سپس در سال ۱۹۳۸ با اتحادیه سوسیالیست (اتحادیه سوسیالیست) ادغام شد. که از کاندیداتوری ژنرال کارلوس ایابانیز دل کامپو برای انتخابات ریاست جمهوری ۱۹۳۸ حمایت می‌کرد. با این حال، عناصر فاشیست در سپتامبر ۱۹۳۸ اقدام به کودتا کردند، که بی رحمانه در قتل‌عام کازگرلن انجام شد، و باعث شد که Ibáñez به مخالفت با انتخاب گوستاوو راس سوسیالیست‌های ملی منجر شود، این امر منجر به حمایت غیرمستقیم از نامزد حزب رادیکال، پدرو آگوئر شد. سردا، که با تنگی در انتخابات پیروز شد.
در سال ۱۹۳۹، برخی از اعضای حزب کشاورزی شاخه‌ای پیشتاز محبوب سوسیالیست فاشیست ایجاد کردند که نتوانست هیچ تأثیری بگذارد، و در سال ۱۹۴۱ منحل شد در حالی که گونزالس فون مارئز در این کشور دستگیر شد. از طرف دیگر، حزب کارگران در سال ۱۹۴۵ با حزب کشواوری ادغام شد و حزبی به نام حزب کصاورزی ور کارگران را تشکیل داد.
از میان اعضای سابق حزب فقط خورخه پرات نفوذ زیادی پیدا کرد. وی با انتشار یک مقاله هفتگی، استوان کوئرو، بین سالهای ۱۹۴۹ و ۱۹۵۴، به عنوان وزیر کابینه در دولت کارلوس ایابانیز دل کامپو خدمت کرد و در سال ۱۹۶۴ سعی در کاندیداتوری برای ریاست جمهوری شیلی داشت.